# Luka Prelevic
Luka Prelevic (7 settembre 1995) è un calciatore neozelandese, centrocampista del Pascoe Vale.

## Carriera

### Club
Ha sempre giocato nel campionato australiano.

### Nazionale
Ha vinto la Coppa delle nazioni oceaniane nel 2016 con la propria Nazionale.

## Palmarès
- Coppa d'Oceania: 1

Papua Nuova Guinea 2016